# Харистерии
Харистерии (др.-греч. Χαριστήρια) — в Древних Афинах празднества, установленные в память освобождения города полководцем Фрасибулом от тирании Тридцати (правивших в Афинах после окончания Пелопоннесской войны, в 404—403 годы до н. э.) и приходившиеся на 12-й день месяца боедромиона (Βοηδρομιών — в конце сентября).
Праздник упоминается Плутархом. В этот день афиняне устраивали шествие с оружием от города Пирея до центра Афин, чтобы устроить жертвоприношения Афине на Акрополе.